# 대구이현초등학교
대구이현초등학교는 대한민국 대구광역시 서구에 있는 공립 초등학교이다.

## 역사
- 1975-07-20 대구이현초등학교 설립 인가
- 1981-03-01 대구달서국민학교 개교와 함께 분리 이관
- 1988-02-22 학급 조정으로 222명 대구비산초등학교 분리
- 1997-11-21 대구이현초등학교 병설유치원 1학급 설립인가
- 1998-03-10 유치원개원 1학급편성
- 2014-02-13 제34회 졸업 73명(남39, 여34)
- 2014-03-01 20학급 편성(특수 2학급 포함)

## 참고 자료
- 대구이현초등학교 - 한국교육학술정보원 학교알리미